# Вічний жид

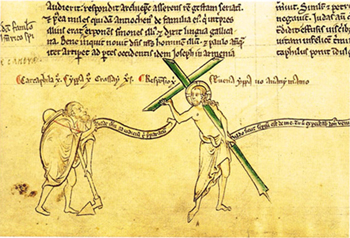
Вічний жид із «Великої хроніки» Матвія Паризького (1259). Одне із перших зображень персонажа в західно-європейському мистецтві.

Ві́чний жид (лат. Iudaeus Vagans, «мандрівний юдей»; з пол. Żyd Wieczny Tułacz) — жид (юдей), який зневажив Ісуса Христа на його дорозі на Голгофу, за що був проклятий на безсмертя і блукання світом аж до Другого пришестя. Персонаж християнської легенди. У різних версіях постає шевцем, купцем, або сторожем маєтку Понтія Пілата. Структурним принципом легенди є парадокс: безсмертя стає для нього прокляттям, проте це прокляття дає надію на спокуту.. Образ широко використовувався у світовій літературі (Гете, Шеллі, Еженом Сю, Василем Жуковським, Чарльзом Діккенсом тощо) і християнському фольклорі, зокрема вертепі.

## Ім'я

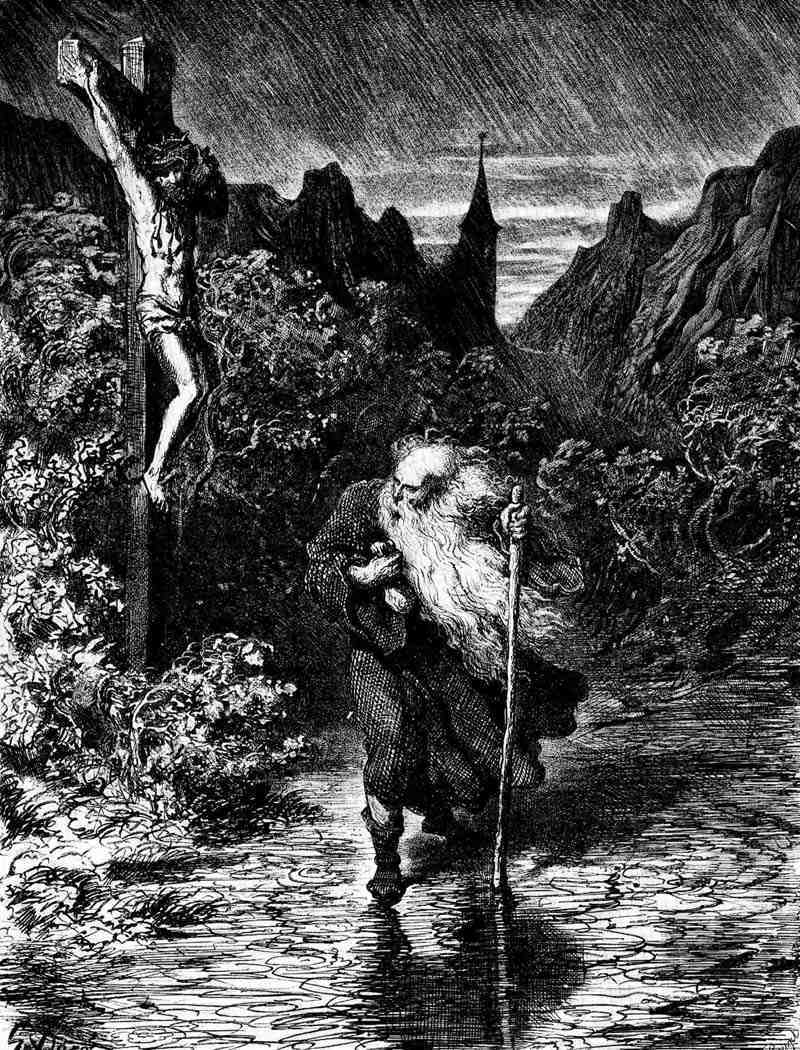
Вічний жид, ілюстрація Ґюстава Доре

Ранній манускрипт, що містить легенду про Вічного жида — Флорес Гісторіарум авторства Роджера з Вендоверу, де персонаж з'являється в розділі, присвяченому 1228 року, під назвою "Про Жида Йозефа, що досі живий і чекає на друге пришестя Христа". Головного героя звати Картафіл, потім хрещений під ім'ям Йозеф.
Принаймні з XVII ст. Вічний жид отримує ім'я «Агасфер» (івр. אֲחַשְׁוֵרוֹשׁ, трансліт. Akhashverosh; лат. Ahasuerus; англ. Ahasver). Це ім'я вперше використовується в «Короткому описові й розповіді про деякого єврея на ймення Агасфер», 1602 р. Агасфер, перський цар із Книги Есфірі - не ідентичний довгожителю Агасферу; адже він не був юдеєм і його зв'язок з юдейством обмежувався наявністю єврейської коханої - Есфірі, і чиє ім'я серед гебреїв Середньовіччя стало загальною назвою для дурня.
З того часу чимало інших імен також асоціювалися з Вічним жидом, зокрема: Matathias, Buttadeus («той, хто вдарив бога»), Paul Marrane, Isaac Laquedem (ім'я, яким його називали у Франції та так званих Низинних країнах — як у популярних легендах, так і в романах Дюма).

## Історія

### Біблійні джерела
Походження легенди до кінця неясне, можливо, один з її елементів було взято з оповіді про Каїна, якого було покарано подібним чином — блукати світом, позбавлено можливості зібрати колись урожай, приреченого лише прибирати сміття. Як стверджує Єгошуа Джілбоа (Jehoshua Gilboa), багато дослідників вказують на книгу пророка Осії (9:17), де вперше з'являється поняття (ідея) про «вічного жида». Згідно з іншими джерелами, легенда бере свій початок зі слів Ісуса Христа, які вказані у Євангелії від Матвія:

«Поправді кажу вам, що деякі з тут-о приявних не скуштують смерти, аж поки не побачать Сина Людського, що йде в Царстві Своїм».
— Матвія 16:28, переклад І.Огієнка 
У ранньо-християнській культурі, ймовірно, досить поширеним було вірування, що до Другого пришестя не помре саме один з близьких послідовників Христа, про це, зокрема, повідомляється в Євангелії від Івана:

«Обернувся Петро, та й ось бачить, що за ним слідкома йде той учень, якого любив Ісус, який на вечері до лоня Йому був схилився й спитав: Хто, Господи, видасть Тебе?
21. Петро, як побачив того, говорить Ісусові: Господи, цей же що?
22. Промовляє до нього Ісус: Якщо Я схотів, щоб він позостався, аж поки прийду, що до того тобі? Ти йди за Мною!
23. І це слово рознеслось було між братами, що той учень не вмре. Проте Ісус не сказав йому, що не вмре, а: Якщо Я схотів, щоб він позостався, аж поки прийду, що до того тобі?»''
— Івана 21:20-23, переклад І.Огієнка
В іншому уривку з Іванового Євангелія йдеться про слугу первосвященика, який дає ляпаса Ісусові (Івана 18:19-23). Дещо раніше Євангеліє від Івана розповідає також про Симона Петра, який відрубує вухо слузі первосвященика на ім'я (слуга) Малх (Івана 18:10). Хоча, ймовірно, у цих випадках за участю слуг йдеться про різних осіб, проте Малх — це одне з тих імен, яким згодом у легендах називали Вічного жида.

### Раннє християнство
З часів Тертуліана деякі проповідники називали представників єврейського народу «новими Каїнами», стверджуючи, що вони будуть «вигнанцями й блукатимуть по землі».
Ауреліус Прудентіус Клеменс пише у своїх «Апофеозах»: «З часу як він заплямував свої руки кров'ю Христа, якого він відрікся, і порвав з батьківською оселею, покутуючи за вбивство, бездомний єврей блукає у вічному вигнанні із місця у місце, платячи ціну за гріх».

### Середньовіччя
Деякі дослідники виявили елементи легенди про Вічного жида в тевтонській легенді про Вічного мисливця, декотрі з яких перегукуються з міфами про Одіна.
У XIII ст. легенда увійшла до «Великої хроніки» Матвія Паризького.

## У мистецтві

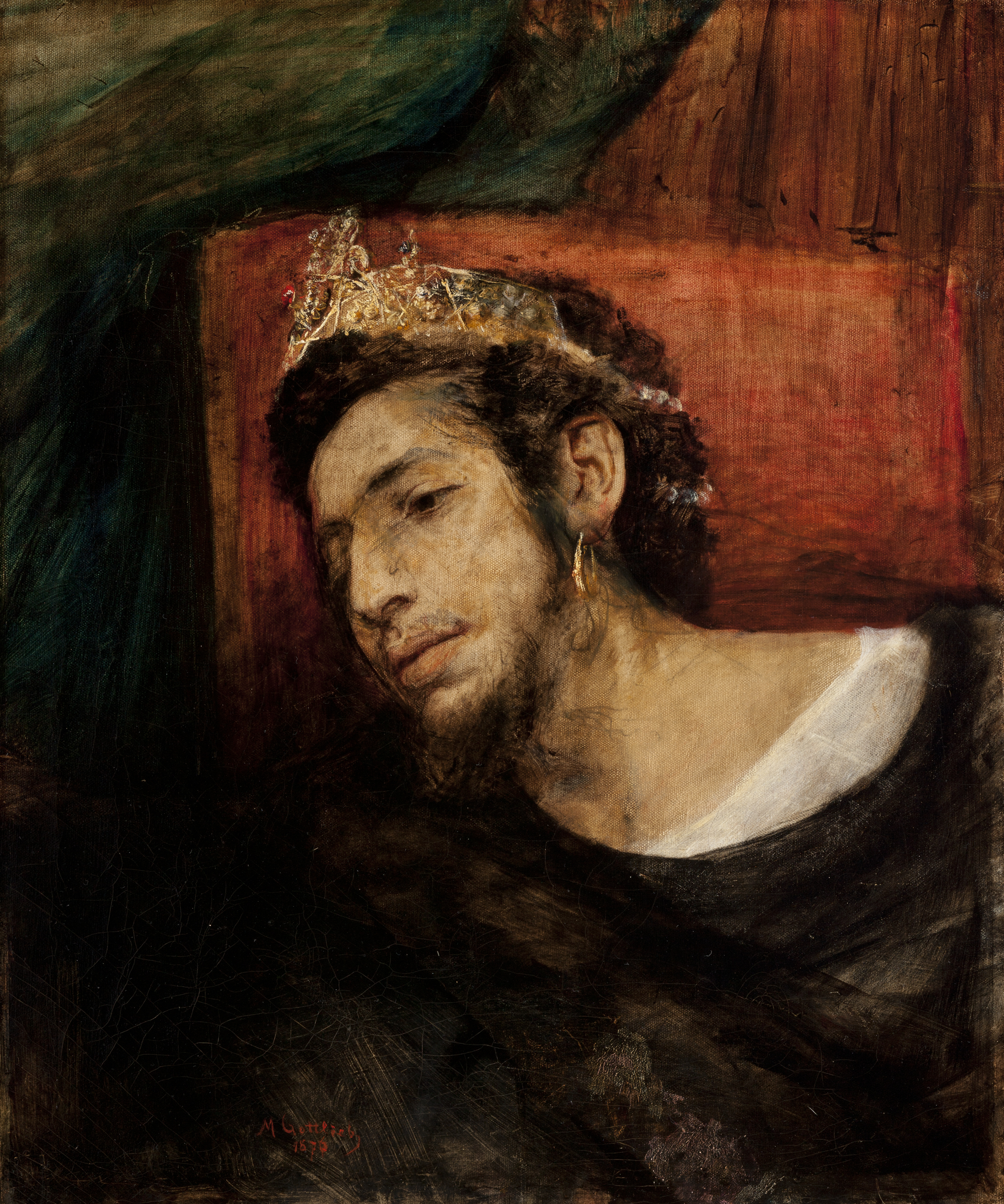
«Агасфер». Мауріціус Готліб, 1876 рік, Краківський національний музей

- Marcus Eli Ravage - Revelation from Rotschild biographer (укр.)(англ.)

Легендарному персонажу присвятили свої твори Й. Г. Гете «Вічний жид», 1774, Х. Ф. Д. Шубарт «Вічний жид», 1787, В. Жуковський «Агасфер. Вічний жид», Е. Кіне «Агасфер», 1833, Е.Сю «Вічний жид», 1844–1845.

## В українській культурі
В українській культурі найвідомішим образом вічного мадрівника є Марко Пекельний  — популярний герой українських легенд, на основі яких виникла й приповідка: «Товчеться, як Марко в пеклі».
Згадка про Агасфера є в поемі Миколи Бажана «Гетто в Умані».